# محمد السمالوطي
محمد إبراهيم بن علي الحميدي السمالوطي (1895 - 18 مايو 1934)هو عالم مالكي، وفقيه ومحدث أزهري وشاعر مصري.

## مولده ونشأته
ولد في سنة 1273 هجرية بمركز سمالوط محافظة المنيا بصعيد مصر، وانتقل به ذووه إلى القاهرة وعمره نحو السنتين، وحفظ القرآن في صغره، وانتسب إلى الأزهر، واشتغل بالعلوم تحت إشراف أخيه الشيخ عمر السمالوطي، الذي عني به في مبدأ حياته العلمية عناية فائقة، وأوصى به أكابر الشيوخ، فكانت له منهم رعاية خاصة، حتى ظهر نبوغه، وخاصة في الفقه على مذهب الإمام مالك، وفي الحديث الشريف، وانقطع لدروس الوعظ والتفسير والحديث بالمسجد الزينبي، ثم نال شهادة العالمية وكان ذلك في أول شياخة الشيخ حسونة النواوي على الأزهر للمرة الأولى.

## شيوخه
من شيوخه الذين حضر مجلسهم ولازمهم لتلقي العلم عنهم:
1- العلامة الشيخ سليم البشري، شيخ الأزهر، وكان بينهما نسب وصهر.
2- العلامة شمس الدين الإنبابي، شيخ الأزهر، وعنه يروي صحيح البخاري.
3- العلامة محمد عليش المالكي، وأخذ عنه التصوف على طريقة الشاذلية.

## وفاته
اشتغل في آخر أمره بتدريس الحديث والتفسير في المشهد الحسيني، وكان من عادة درسه في ختم كتب الحديث أن يحتفل مع تلاميذه بالختم احتفالا مهيبا، يحضره القراء والخطباء والعلماء والشعراء، ويتبارون، حتى حبسه مرضه الأخير بضعة أشهر عن تلاميذه ومحبيه، فلم يخرج، إلى أن توفي بمنزله في جزيرة الروضة، عشاء ليلة السبت الساعة الثامنة، في يوم الخامس من شهر صفر سنة 1353 هجرية، الموافق 18 من شهر مايو سنة 1934 ميلادية، وشيعت جنازته من بيته إلى المسجد الزينبي فصلي عليه فيه، ثم إلى المسجد الحسيني فصلي عليه فيه، ثم إلى الجامع الأزهر كذلك، إلى أن دفن بالقرافة الصغرى، تجاه مدفن الشيخ محمد أبي الفضل الجيزاوي، شيخ الجامع الأزهر، بجوار ضريح ابن الفرض.
ولد في مدينة سمالوط (محافظة المنيا - بصعيد مصر)، وتوفي في القاهرة. عاش حياته في مصر. حفظ القرآن الكريم، ثم التحق بالأزهر فتتلمذ على عدد من العلماء. حصل على العالمية عام 1914م. عمل مدرسًا للحديث وواعظًا بالمسجد الحسيني عام 1914م، وفي عام 1920 عين ضمن هيئة كبار العلماء بالأزهر. وفي عام 1919م عمل مدرسًا للعلوم الشرعية به، وكان قد عمل في بداية حياته بمدرسة العقادين في القاهرة، ثم مدرسًا للحديث بالمسجد الزينبي. انحصر نشاطه الثقافي والاجتماعي في الدعوة والتدريس والفتيا، وكانت له مواقف في نقد الساسة والحكام، كما عرف بانحيازه للحق.

## الإنتاج الشعري
له العديد من القصائد المخطوطة في حوزة أسرته.مع احفادة

## الأعمال الأخرى
له عدد من المؤلفات منها «الروض النضير في أحاديث البشير النذير»، و«دلائل الآداب والأحكام في أحاديث سيد الأنام»وكتاب الفقه على المذاهب الأربعة
ما أتيح من شعره يجيء تعبيرًا عن الدعوة إلى التحلي بمكارم الأخلاق، ويغلب عليه الوعظ والإرشاد الذي لا يخلو من استخلاص العبر. وله شعر على هيئة تواشيح وابتهالات دينية. كما كتب في الرثاء معليًا من قيمة الوفاء بين الأصدقاء، وذاكرًا بالفضل المآثر والسجايا الحميدة فيمن يختصهم بالرثاء، وهو شاعر تقليدي كتب أشعاره ملتزمًا بما توارث من اللغة والخيال والبناء.

## تأليف كتابالفقه على المذاهب الأربعةإصدار وزارة الأوقاف
المشهور بين جمهور المسلمين أن الشيخ عبد الرحمن الجزيري هو مؤلف هذا الكتاب وقد نشأ هذا من أن طبعات الكتاب الشائعة مصدرة بعبارة تأليف عبد الرحمن الجزيري دون ذكر أي اشتراك في التأليف معه والحقيقة في شيء من التفصيل.
فقد نشأت فكرة هذا الكتاب أصلا في وزارة الأوقاف المصرية سنة 1922 م حينما اتجهت النية فيها إلى تعمير المساجد بالدروس الدينية ووضع مؤلفات تلائم هذه الدروس وتعين أئمة المساجد على شرح أحكام الفروع الفقهية لجمهور المسلمين وعامتهم، فاتجهت النية إلى إخراج كتاب جامع لأحكام العبادات على المذاهب الأربعة المتبوعة في مصر. ووضعت خطة مبدئية لأتباع هذا الكتاب بكتابين في العقائد والأخلاق الدينية.
وكان البدء في هذا العمل الجليل سنة 1922 م فقد ألفت لجنة علمية من علماء المذاهب الأربعة في الجامع الأزهر برئاسة شيخ الأزهر المراغي واختارت اللجنة بعض علماء المذاهب من أعضائها ومن غيرهم ووُضِع نموذج ليكون الكتاب على نسقه وعُرض على اللجنة ووافقت عليه في فبراير 1923 م ثم سارت اللجنة في عملها حتى أتمّت كتاب العبادات. وأعضاء هذه اللجنة العاملة:
الشيخ محمد السمالوطي والشيخ محمد عبد الفتاح العناني من علماء المالكية، الشيخ عبد الرحمن الجزيري والشيخ محمود الببلاوي من علماء الحنفية، الشيخ محمد سبيع والشيخ أبو طالب حسنين من علماء الحنابلة، الشيخ محمد الباهي من علماء الشافعية.
ولما تم جمع هذه الأحكام عهدت الوزارة بهذه المجموعة إلى أحد أعضاء اللجنة الشيخ عبد الرحمن الجزيري (المفتش الأول بالمساجد) ليرتب وضعها حتى يكون الكتاب على نسق واحد ويصوغ العبارات حتى لا يستغلق على الناس فهم حكم من الأحكام وقد بما عُهد إليه مستعينا ببعض أعضاء اللجنة على التفصيل المبيّن في قرارهم
وقد ورد في قرار اللجنة أن الشيخ عبد الرحمن الجزيري اشترك في تحضير بعض مباحث مذهب مالك، كما اشترك في تحضير احكام مذهب أبي حنيفة أما تحرير أحكام الكتاب وصوغ عباراته فقد قام الشيخ الجزيري بتحرير جميع الأحكام وصوغ العبارات في صيغ متناسبة من أول الكتاب إلى آخره وبلى في ذلك بلاء حسنا وتكلف مجهودا كبيرا وحده إلا في بعض مباحث الكتاب فقد شاركه في تحريرها وصياغتها بعض أعضاء اللجنة.
والنسق الذي رُتب عليه الكتاب أنه جمع من كل باب أحكامه على المذاهب الأربعة ودوّن الحكم الذي اتفق عليه إمامان أو أكثر في أعلى الصفحة والحكم المخالف في أدناها وفُصِل بينهما بخط أفقي بحيث لو جُرّدت الأحكام المدونة في أعلى الصفحة يلخّص للقارئ أحكام العبادات التي اتفق عليها إمامان أو أكثر من الأئمة الأربعة.
وإذا كان في المسالة تفصيل أو مذاهب أربعة مختلفة ذُكر في أعلى الصفحة أن فيها تفصيلا أو فيها اختلاف في المذاهب ودُوّن ذلك في أدناها. وفي كثير من المواضيع يبين مع الحكم دليله من الكتاب أو السنة أو الإجماع أو القياس لتتبين وجهات نظر الأئمة وما في اختلافهم من اليسر والرحمة. وخرجت الطبعة الأولى سنة 1928 هـ مصدّرة بعبارة وزارة الأوقاف ــ قسم المساجد مع بيان أن حقوق الطبع محفوظة للوزارة. ثم وزّع على أئمة المساجد فسدّ نقصا ظاهرا في تعليم الناس أحكام العبادات، لكن بعض العلماء أبدوا ملاحظات معتبرة على بعض ما تضمّنه لهذا قبل أن تشرع الوزارة في إعادة طبعه ألّفت لجنة من الشيخ عبد الرحمن الجزيري المفتش الأول بقسم المساجد ومن علماء الحنفية والشيخ محمد سبيع الذهبي شيخ علماء الحنابلة بالجامع الأزهر والشيخ عبد الجليل عيسى من علماء المالكية والشيخ محمد الباهي والشيخ محمد إبراهيم شوري من علماء الشافعية.